# Leucotmemis climacina
Leucotmemis climacina là một loài bướm đêm thuộc phân họ Arctiinae, họ Erebidae.